# Backanterna (film)
Backanterna  är en operafilm för tv från 1993 regisserad av Ingmar Bergman. Som operaföreställning hade den premiär 1991 på Kungliga operan.

## Produktion
Kungliga hovkapellet dirigerades av Kjell Ingebretsen. Koreografin gjordes av Donya Feuer. Operan av Daniel Börtz är baserad på Euripides pjäs Backanterna som uruppfördes 406 f.Kr.. Inspicient var Göran Österberg.

## Rollista i urval
| Sylvia Lindenstrand   | – Dionysos         |
| Laila Andersson-Palme | – Teiresias        |
| Sten Wahlund          | – Kadmos           |
| Peter Mattei          | – Pentheus         |
| Anita Soldh           | – Agaue            |
| Berit Lindholm        | – Alfa             |
| Paula Hoffman         | – Beta             |
| Camilla Stærn         | – Gamma            |
| Ellen Andreassen      | – Delta            |
| Anne-Marie Mühle      | – Zeta             |
| Kristina Hammarström  | – Eta              |
| Eva Österberg         | – Lambda           |
| Carina Morling        | – Xi               |
| Amelie Fleetwood      | – Rho              |
| Lena Hoel             | – Sigma            |
| Helena Ströberg       | – Tau              |
| Ingrid Tobiasson      | – Omega            |
| Carl-Magnus Dellow    | – Soldaten         |
| Per Mattsson          | – herden           |
| Peter Stormare        | – budbäraren       |
| Kicki Bramberg        | – Teiresias eskort |

## Musik i filmen
Backanterna, kompositör Daniel Börtz, text från Euripides i svensk översättning av Göran O. Eriksson och Jan Stolpe:
- Börtz, Backanterna. Med Berit Lindholm, Laila Andersson-Palme, Anita Soldh, Peter Mattei, Ingrid Tobiasson med flera. Regi: Ingmar Bergman. Kungliga hovkapellet. Dirigent Kjell Ingebretsen. Caprice CAP 22028:1-21983. 1993. Även radiosänd 9 april 1992 21.05-23.25. Svensk mediedatabas.
- Börtz, Daniel; Ingebretsen Kjell, Bergman Ingmar, Stolpe Jan, Eriksson Göran O., Lindenstrand Sylvia, Mattei Peter (1993). Backanterna [opera i två akter]. Stockholm: Caprice. Libris 1569833